# Triumph Sprint 900
La Triumph Sprint 900 è una moto da turismo sportivo progettata da Rod Skiver e prodotta dalla Triumph dal 1993 al 1997 presso lo stabilimento di Hinkley, in Leicestershire. Fu presentata al pubblico a Colonia, in occasione del Salone Intermot del 1992. 
La Sprint era spinta da un motore di tre cilindri in linea per 885 cm³ di cilindrata, alimentato da tre carburatori Mikuni e raffreddato a liquido. La distribuzione era costituita da un sistema bialbero in testa con contralbero di equilibratura e 12 valvole. La potenza erogabile dichiarata era di 100 Cv.
Il motore, il telaio, il cambio e la frizione erano quelli già impiegati nella Triumph Trident 900, quindi molti componenti delle due moto erano pressoché intercambiabili. 
Originariamente la moto era denominata "Trident Sprint". Le differenze fra le due moto infatti erano principalmente riconducibili all'impiego delle carenature e del doppio faro anteriore oltre a un sistema di scarichi appositamente riprogettato per la nuova Sprint. Il nome fu cambiato solo nel 1995 in "Sprint 900".
La moto fu sostituita nel 2000 dalla Sprint RS.